# Pandémie de Covid-19 au Kazakhstan
La pandémie de Covid-19 au Kazakhstan démarre officiellement le 13 mars 2020. À la date du 31 octobre 2022, le bilan est de 13 692 morts.

## Chronologie
Les trois premiers cas de Covid-19 au Kazakhstan sont confirmés le 13 mars 2020. Il s'agit de citoyens du pays revenant d'Allemagne pour deux d'entre eux et hospitalisés à Almaty, et d'un autre revenant d'Italie et arrivé à Noursoultan.

## Statistiques

Nombre de cas au Kazakhstan depuis le début de l'épidémie.

Nombre de morts au Kazakhstan depuis le début de l'épidémie.